# 마르셀 마이어

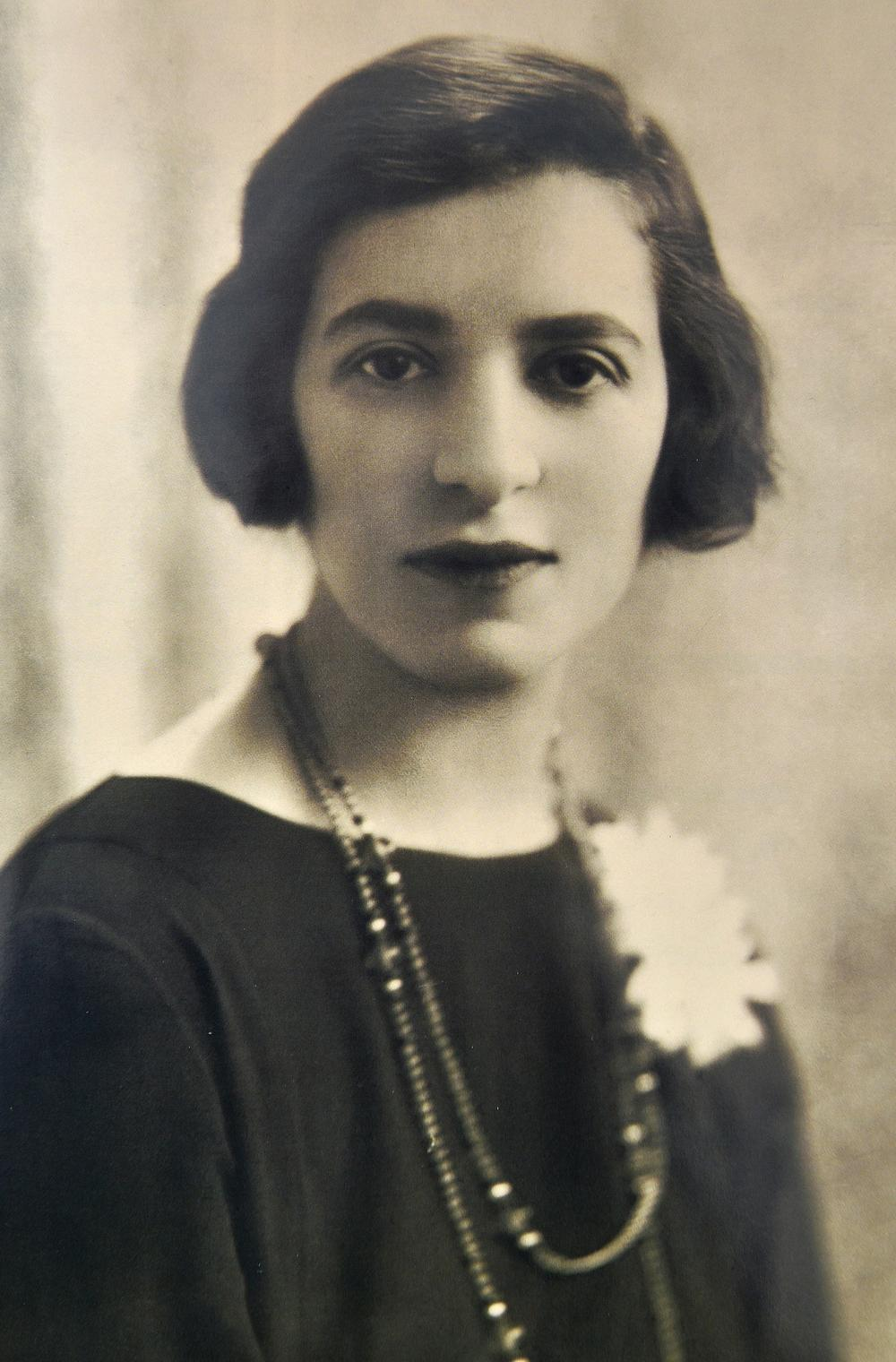

마르셀 마이어(Marcelle Meyer, 1897년 5월 22일 ~ 1958년 11월 17일)는 프랑스 북부의 릴 출신의 피아니스트이다. 그녀는 20세기의 위대한 피아니스트들 중 하나로 손꼽히고 있다. 프랑수아 쿠프랭부터 스트라빈스키까지 매우 방대한 레퍼토리를 가지고 있다. 그녀는 생전에 드뷔시, 모리스 라벨 등의 프랑스 출신 작곡가들과 친분이 있었으며, 그들의 곡을 초연해 주기도 하였다. 그녀의 음악은 우아하고 차분한 연주로 알려져있다.

## 생애
마르셀 마이어는 1897년 5월 22일 프랑스 북부의 릴에서 태어났다. 그의 아버지는 프랑스의 도매상인이었으며 두 명의 딸이 있었다. 그는 5살 때, 피아니스트인 9살 많은 언니(Germaine)로부터 처음으로 피아노 레슨을 받았다. 두 자매는 음악 공부를 하러 파리에 갔고, 마르셀 마이어는 1911년에 파리 음악원(Paris conservatoire)에서 마거릿 롱의 레슨을 받았다. 하지만 곧 코르토의 문하로 들어갔다. 그는 나중에 작곡가 모리스 라벨의 오랜 친구였던 리카르도 비녜스(Ricardo Viñes)에게 개인 교습을 받으면서 라벨의 음악을 배웠다. 에스파냐 출신의 리카르도 비녜스가 스페인 음악 연주의 스페셜리스트였음에도 불구하고 그는 호세 이뚜르비(Jose Iturbi)에게서 스페인 음악을 배웠다. 또한 그는 드뷔시를 만나서 그의 작품인 'Preludes'를 공부했다. 1917년에 배우였던 피에르 베르틴(Pierre Bertin)과 결혼하였고, 프랑스 작곡가인 에리크 사티와 친구였던 그가 마르셀 마이어를 에리크 사티와 그의 친구들의 모임으로 초대했다. 그는 곧 에리크 사티가 가장 좋아하는 피아니스트가 된다. 그는 1925년 영국에서 처음으로 녹음을 하는데, 그 때의 곡은 스트라빈스키의 'Piano rag music'과 알베니스의 'Navarra'이다. 1920년대 말 그는 프랑스를 떠나 좀 더 국제적인 행보를 옮긴다. 1948년에 로마로 이사를 가서 가족들과 새 삶을 시작한다. 그리고 그는 1958년 11월 17일, 그의 자매의 아파트에서 피아노를 치던 중 숨지고 말았다.

## 연주 경력
1917년에 그는 드뷔시와 그의 작품인 'Preludes'를 가지고 함께 작업을 한다. 또한 그는 최초로 모든 곡이 드뷔시의 작품인 프로그램으로 연주회를 열었다. 1918년에 그는 작곡가와 연주자가 함께 참여하는 음악회에서 프랑시스 풀랑크와 함께 그가 작곡한 '네 손을 위한 소나타'를 연주한다. 이것을 계기로 그들은 오랜 인연을 맺게 되어 그의 곡을 자주 초연하게 된다. 그의 연주 경력 중 많은 부분에서 드뷔시, 프랑시스 풀랑크, 모리스 라벨과 같은 프랑스 작곡가의 곡이 초연되었는데, 여기서 알 수 있듯이 그는 화려한 피아니스트였을 뿐만 아니라, 20세기 프랑스 작곡가의 뮤즈였다. 1920년 마이어는 다리우스 미요가 보는 앞에서 그의 작품인 피아노 솔로를 위한 'Printemps'를 연주한다. 1930년에 그는 독일 작곡가인 리하르트 슈트라우스의 초청을 받고 'Burleske'를 그의 지휘 아래에 연주한다. 또한 그는 제 10회 잘츠부르그 페스티벌에 초청된 몇 안 되는 피아니스트들 중 하나였다. 1940년 11월, 그는 샤를 뮌슈(Charles Munch)의 지휘 아래 세사르 프랑크의 'Symphonic variations'를 연주하였다. 1941년 5월, 다시 한 번 샤를 뮌슈(Charles Munch)와 함께 아르튀르 오네게르의 피아노 협주곡을 연주하였다. 1943년 그는 콘서트 프로그램의 1부를 라모와 드뷔시의 작품으로, 2부를 쿠프랭의 작품과 라벨의 밤의 가스파르로 꾸몄다. 1948년에 앙드레 클뤼탕스(Andres Cluytens)와 함께 세사르 프랑크의 작품과 리하르트 슈트라우스의 'Burleske'를 연주하였다. 그 해 11월에 그는 앙드레 클뤼탕스(Andres Cluytens), 마이나르디(Mainardi)와 함께 이탈리아 연주 여행을 떠나는데, 프랑스에서와 마찬가지로 그는 이탈리아 작곡가들의 뮤즈가 된다. 그는 이탈리아 작곡가인 달라피콜라, 베레티(Veretti), 리에티(Rieti), 페트라시(Petrassi)와 카셀라(Casella)의 작품을 연주하였다. 또한 1950년대까지, 카라얀, 헤르만 쉐르헨(Hermann Scherchen)과 함께 연주를 계속하였다.
마이어는 19세기 낭만주의 음악을 연주하지 않는 것으로 유명했지만, 1920년대와 1930년대에 슈만의 카니발 op.9와 교향적 연습곡 op.13, 그리고 뱃노래 op.60을 포함한 쇼팽의 작품들, 베토벤 소나타 op.109, 그리고 발라키레프의 이슬라메이를 연주했다. 또한 그 당시 영국 런던에서 바이올리니스트 옐리 다라니(Jelly d’Arányi)와 함께 라벨의 바이올린 소나타를 연주했다.

### 초연 연주
마르셀 마이어는 동시대에 살았던 작곡가들의 초연 연주를 많이 하였다. 특히 프랑시스 풀랑크, 아르튀르 오네게르 외 6인의 작곡가가 속해있던 'Les six'라는 그룹의 작품을 많이 초연하였다. 1920년에 다리우스 미요가 작곡한 피아노와 오케스트라를 위한 다섯 개의 연습곡을 초연하였고, 나중에 그의 또 다른 작품인 스카라뮤스를 Ida Jankelevitch와 함께 초연하였다. 이 곡은 1937년에 지어졌으며, 미요는 이렇게 전했다.
"[...]이 곡은 Ida Jankelevitch와 마르셀 마이어가 연주하기 위해 지어진 두 대의 피아노를 위한 모음곡집이다. 나는 두 세트의 부수 음악에서 모티브를 따서 곡을 지었으며 이 곡을 'Scaramouche'라고 부르기로 했다. 한 번은 Deiss가 이 곡을 출판하자고 했는데 나는 이 곡을 아무도 사지 않을 것이라며 그를 저지했다. 하지만 그는 그가 좋아하는 곡만 출판하는 독특한 이었다. 그는 'Scaramouche'를 아주 좋아했고, 그에 의해 이 곡 또한 출판하려고 했다. 결국엔 그가 옳았으며, 이곳저곳에서 이 곡을 구하기 위해 혈안이 되었고 여러 번의 복사가 이루어졌다. Deiss는 큰 기쁨으로 나에게 이렇게 말했다: "미국인들이 벌써 500부의 복사본을 주문했고, 다른 곳에서 1000부의 복사본을 주문했다네!""
마르셀 마이어는 또한 스트라빈스키의 세레나데와 Les Noces, 그리고 프랑시스 풀랑크가 작곡한 두 개의 노벨레테를 초연하였다. 1920년 4월, 마이어와 라벨은 디아길레프, 스트라빈스키, 프랑시스 풀랑크 앞에서 라벨의 두 대의 피아노를 위한 버전으로 편곡된 'La valse'를 초연하였다. 마이어는 그와 동시대에 살고 있던 라벨, 드뷔시, 풀랑크, 사티, 그리고 미요의 음악을 알리는 데 최선을 다했다. 그는 스트라빈스키를 포함한 여러 작곡가들로부터 '강렬한, 그러나 자기를 내세우지 않는 사제'라는 평가를 받았다. 마이어는 과거 프랑스의 위대한 키보드 작곡가들, 라모와 쿠프랭의 작품 또한 많이 연주했고, 녹음도 남겼다. 그가 연주한 동시대의 작곡가들의 작품이 항상 좋게 평가된 것만은 아니었다. 1937년 베니스에서 열린 제 5회 국제 현대 음악 페스티벌에서 그는 리에티의 피아노 협주곡 2번을 연주하였지만 오케스트라의 연주가 터무니없으며 기량이 부족했다고 한다.

## 녹음
프랑수아 쿠프랭, 샤브리에, 드뷔시, 모리스 라벨, 라모, 도메니코 스카를라티, 모차르트, 바흐, 슈베르트, 스트라빈스키, 베토벤, 페트라시(Petrassi), 카셀라(Casella)의 곡을 녹음하였다.
마이어는 1925년에 첫 번째 녹음을 하였다. 그는 지휘자 유진 구센스(Eugene Goossens)와 함께 6월 24일, 6월 30일에 HMV 레이블에서 두 작품을 녹음하였다. 마이어는 1929년 French Columbia 레이블에서 라벨의 Alborada del gracioso를 포함한 몇 곡을 녹음하였고 1938년에 미요와 함께 그가 작곡한 두 대의 피아노를 위한 'Scaramouche'를 녹음하였다. HMV에 남긴 그의 또 다른 녹음은 1943년에 녹음한 슈트라우스의 'Burleske'이다. 이때 앙드레 클뤼탕스가 지휘를 하였다.
1946년과 1956년 사이에 그는 프랑스 레이블인 Les Discophiles Françaises에서 드뷔시의 전주곡(Preludes)과 영상(Images)의 방대한 레퍼토리를 녹음하였다. 라벨의 곡 중에는, 밤의 가스파르, 소나티네, 고상하고 감상적인 왈츠, 쿠프랭의 무덤, 거울 그리고 여러 짧은 소품들을 녹음하였다. 그는 프랑시스 풀랑크와 함께 샤브리에의 두 대의 피아노를 위한 Trois valses romantiques, the Dix pièces pittoresques, 그리고 10개의 다른 작품을 녹음하였다. 스트라빈스키의 작품으로는 세레나데, 소나타, 래그타임, 그리고 페트로슈카를 녹음하였다. 20세기 음악과 더불어 그는 라모의 거의 모든 키보드 작품, 쿠프랭의 작품 몇 개, 스카를라티가 작곡한 소나타들 중 30개가 넘는 곡을 녹음하였다. 그는 프랑스 작곡가의 음악만 녹음하지는 않았는데, 독일 작곡가인 바흐의 2성, 3성 인벤션을 포함한 4개의 파르티타, 영국 모음곡 그리고 몇 개의 토카타와 다른 곡들을 녹음하였다. 바흐의 모든 작품은 1940년대 후반에 녹음되었다. 지휘자 모리스 휴잇(Maurice Hewitt)과 함께 모차르트의 피아노 협주곡 K.466과 K.488을 녹음하였고, 모차르트의 피아노 소나타 중 세 개와 슈베르트가 작곡한 춤곡 중 몇 개를 녹음하였다.